# 553 Bateria Kozacka
553 Bateria Kozacka (niem. Kosaken Batterie 553, ros. 553-я казачья батарея) – oddział wojskowy artylerii Wehrmachtu złożony z Kozaków podczas II wojny światowej.
Bateria została sformowana w 1942 r. na okupowanej Ukrainie. Była podporządkowana Grupie Armii "B". Wspierała działania antypartyzanckie. Początkowo występowała pod nazwą Baterii Rosyjskiej. Jesienią tego roku przemianowano ją na 553 Baterię Kozacką. W maju 1943 r. działała w składzie niemieckiej 2 Armii Pancernej Grupy Armii "Centrum". Jesienią tego roku przeniesiono ją do obozu szkoleniowego w Mławie, gdzie została rozformowana. Żołnierze zasilili 55 Pułk Artylerii Konnej nowo formowanej 1 Kozackiej Dywizji Kawalerii gen. Helmutha von Pannwitza.